# Dietrich von Falkenberg
Dietrich von Falkenberg (c. 1580 i Blankenau – 10. maj 1631) var en svensk officer af tysk adelig slægt. 
Falkenberg gik allerede som ganske ung i tjeneste ved hæren, sendtes 1615 til Sverige, kæmpede under Gustaf Adolf i Polen og fulgte ham senere, da han 1629 landede i Tyskland. Falkenberg var da generalmajor og hofmarskal hos kongen.
1630 betroede Gustaf Adolf ham den ansvarsfulde post som kommandant i Magdeburg, der blev belejret af en kejserlig hær under Tilly og Pappenheim. 
Tilly prøvede på at bestikke Falkenberg ved at love ham 4 tønder guld og greveværdighed, hvis han ville åbne byens porte,
men Falkenberg afviste alle forslag. 
Tillys næste budbringer fik i vidners nærværelse det svar, at kom han eller nogen anden endnu en gang i lignende ærinde, blev de hængt. Ved stormen på Magdeburg faldt Falkenberg, tappert kæmpende mod Pappenheims indtrængende soldater.